# Demolition Man (personaggio)
Demolition Man, il cui vero nome è Dennis Dunphy, è un personaggio dei fumetti pubblicato dalla Marvel Comics. Come Demolition Man è apparso la prima volta in Captain America (prima serie) n. 328 (aprile 1987), scritto da Mark Gruenwald e disegnato da Paul Neary. Non è questa però la prima apparizione in assoluto del personaggio, già apparso in precedenza come Dennis Dunphy in Thing (prima serie) n. 28 (ottobre 1985), realizzato da Michael Carlin (testi) e Ron Wilson (disegni). Ha utilizzato anche i nomi di battaglia Brother D, Brother D-Man, D-Man, Demolition Dunphy e Serf.

## Biografia del personaggio
Dennis Dunphy era un giovane giocatore di football americano che, per incrementare le sue prestazioni in questo gioco, si sottopose al trattamento potenziante della società Power Broker, al termine del quale scoprì, con suo rammarico, di esser diventato troppo forte per questo sport: con la sua nuova forza era in grado di spaccare il pallone con un solo calcio quindi, per evitare di provocare gravi traumi ai suoi avversari, vide sfumare la possibilità di divenire un giocatore professionista. Si iscrisse allora alla Unlimited Wrestling Federation (la lega di wrestling dell'universo Marvel dove si battevano esseri super umani) col nome di Demolition Dumphy, e legò particolarmente con Ben Grimm, la Cosa dei Fantastici Quattro (che si era iscritto alla federazione in un periodo in cui lasciò il quartetto per essere sostituito da She-Hulk).
Alcuni anni dopo affiancò Capitan America in un'indagine legata a criminali potenziati, e per l'occasione si confezionò la sua uniforma da supereroe, che univa il vecchio costume di Devil (quello giallo e nero con la grossa "D" rossa incisa sopra) e la maschera di Wolverine; come nome in codice scelse "Demolition Man".
La sua personalità onesta e sincera spinse Capitan America a sceglierlo come partner e, in un secondo momento, arrivò addirittura a nominarlo Vendicatore onorario.
Quando il governo obbligò Steve Rogers a rinunciare al ruolo di Capitan America, Dennis creò per lui un'uniforme bianca, rossa e nera che indossò tornando ad essere un supereroe chiamato semplicemente Capitano: successivamente, lo stesso costume verrà utilizzato da John Walker nei panni di U.S. Agent.
Un giorno Battlestar chiese aiuto al Capitano e a Dennis per aiutarlo a liberare John F. Walker alias il nuovo Capitan America fatto prigioniero dal terrorista chiamato Spezzabandiera durante una missione al Polo Nord.
Nel corso della missione Dennis sembrò esplodere a bordo di un Quinjet dei Vendicatori in fiamme (facendo rivivere a Cap l'incubo della morte di James Barnes alias Bucky) e per un certo periodo fu creduto morto. In realtà era sopravvissuto e aiutato da una tribù di eschimesi, ma a causa dello shock dell'esplosione rimase in uno stato autistico, che gli impediva addirittura di parlare. Fu riportato in patria da U.S. Agent e Falcon, durante una missione per conto dei Vendicatori. Riuscì a guarire dallo stato in cui era caduto quando salvò da alcuni criminali la gente di Zerotown, una società di senzatetto che vive nelle fogne di New York; la convivenza con gli eschimesi e il lungo periodo lontano dalla civiltà lo rese molto più affine a quelle persone piuttosto che con quelle della città sovrastante; decise così di restare a vivere con loro per prendersene cura.

## Poteri e abilità
In seguito al potenziamento a cui si è sottoposto volontariamente, D-Man è dotato di forza e resistenza sovrumane. Con la sua forza D-Man può sollevare pesi fino a 15 tonnellate. È inoltre un esperto lottatore di wrestling.

## Altri media

### Cinema
- Dennis Dunphy appare in Captain America: Brave New World, interpretato da William McCullough.[1][2] Questa versione è un comandante dei Navy SEAL e amico di Sam Wilson che viene poi ucciso dal Capo.

### Televisione
- Demolition Man compare in Marvel Super Heroes: What The--?!.
- Demolition Man compare in un cameo in Moon Girl e Devil Dinosaur.
- Demolition Man compare come protagonista nello special TV LEGO Marvel Avengers: Mission Demolition, doppiato da Will Friedle rilasciato il 18 ottobre 2024 su Disney+[3].

### Videogiochi
Demolition Man compare come personaggio giocabile in LEGO Marvel's Avengers.